# Sarnowa Góra
Sarnowa Góra (prononciation : [[Alphabet phonétique international|sarˈnɔva ˈɡura]]) est un village polonais de la gmina de Sońsk dans le powiat de Ciechanów de la voïvodie de Mazovie dans le centre-est de la Pologne.
Il se situe à environ 7 kilomètres à l'ouest de Sońsk (siège de la gmina), 10 kilomètres au sud de Ciechanów (siège du powiat) et à 69 kilomètres au nord de Varsovie (capitale de la Pologne).
Le village possède une population de 259 habitants en 2006.

## Histoire
De 1975 à 1998, le village appartenait administrativement à la voïvodie de Ciechanów.